# 齋藤清策
齋藤 清策（さいとう せいさく、大正9年（1920年）4月14日 - 平成21年（2009年）7月7日）は、昭和から平成時代にかけての日本画家。日展審査員、富山県美術連合会会長を歴任。

## 経歴
富山県庄川町に生まれる。1954年第10回日展に「朝秋」で初入選、以後同展を舞台に活躍。1956年京都青甲社に入塾。翌年同社展に出品、受賞。1960年西山英雄に師事。翌年京都市展に出品、受賞。1976年、富山県文化功労賞を受賞、1990年に勲五等瑞宝章を受章。1991年「山路」、1993年「群」で日展特選。1996年に日展会員、日展審査員。2009年7月7日、急性心筋梗塞のため死去。

## 作品

### 代表作
- 「朝秋」
- 「叢」（1977年）
- 「池」
- 「堤の夕」
- 「花と鳥」
- 「朝」
- 「晩秋」[3]
- 「瑞泉寺山門」
- 「剱岳」
- 「山の唄」
- 「山路」
- 「菊祭り」
- 「群」
- 「同居」
- 「華」[4]
- 「庭華」
- 「崩れゆく山」
- 「展望」
- 「山峡」

### (1958年 - 1969年)
- 「高原の春」
- 「孔雀」
- 「叢」
- 「草苑」
- 「熱環」
- 「夏花」
- 「鹿園」
- 「水芭蕉」
- 「岳雲」
- 「岳園」
- 「樹影」
- 「田苑」
- 「叢」
- 「樹苑」
- 「花」
- 「游」

### (1970年 - 1988年)
- 「椿」
- 「岳鳥」
- 「啼」
- 「萠」
- 「高原」
- 「暮色」
- 「群鳥」
- 「岩」
- 「杜」
- 「丘路」
- 「叢」
- 「雑」
- 「門」
- 「山麓」
- 「激」
- 「赤松」
- 「野菊」
- 「笹」
- 「渓」
- 「残雪村」
- 「原生林」
- 「芒」
- 「樹間」
- 「森の唄」
- 「山里」

### (1989年 - 2009年)
- 「晩秋」
- 「山秋」
- 「五月」
- 「待春」
- 「山路」
- 「岳苑」
- 「菊祭」
- 「五月」
- 「剣八峰」
- 「御前剣」
- 「高原の鳥」
- 「残雪の詩」
- 「庭」
- 「想い出の山」
- 「同居の庭」[5]